# Ciao mamma
Ciao mamma è il primo singolo estratto dall'album di Jovanotti Giovani Jovanotti, distribuito nel 1990. Il singolo venne ridistribuito nel 1995 come terzo estratto di Lorenzo 1990-1995, raccolta dei successi d'inizio carriera del cantautore. Il singolo fu anche introdotto nella colonna sonora del film del 1998, Cucciolo. La canzone fece da sigla di coda all'edizione 1990 del programma televisivo Fantastico.